# Cloro
O cloro (do grego khlorós, esverdeado) é um elemento químico, símbolo Cl, número atômico 17. Está contido no grupo dos halogênios (grupo 17; anteriormente conhecido como VIIA) e é o segundo halógeno mais leve, após o flúor. Sob condições normais é um gás de coloração amarelo esverdeada, onde forma as moléculas diatômicas. Tem a maior afinidade eletrônica, e a terceira maior eletronegatividade de todos os elementos reativos. E por esta razão, o cloro é um forte agente oxidante. O cloro livre é raro na Terra, e, geralmente, é um resultado da oxidação direta ou indireta, por oxigênio.
O composto mais comum de cloro, cloreto de sódio (sal comum), é conhecida desde os tempos antigos. Por volta de 1630, o gás de cloro foi primeiramente sintetizado em uma reação química, mas descartada como uma substância fundamentalmente importante. Sua caracterização foi feita em 1774 por Carl Wilhelm Scheele, que supôs como sendo um óxido de um novo elemento. Em 1809, químicos sugeriram que o gás seria um elemento puro, e sua confirmação veio em 1810 por Sir Humphry Davy, que o nomeia em grego antigo: χλωρóς (khlôros) "verde pálido".
Quase todo o cloro na crosta da Terra ocorre como cloreto em vários compostos iônicos, incluindo o sal de mesa. É o segundo halogeno mais abundante e o 21º elemento químico mais abundante na crosta da Terra. Cloro elementar é comercialmente produzido a partir de salmoura por eletrólise. O elevado potencial oxidativo do cloro elementar levou-o comercialmente para usos em branqueamento e usos desinfectantes, bem como as suas várias utilizações na indústria química.
O cloro é usado no fabricação de uma vasta gama de produtos de consumo, cerca de 2/3 dos quais os produtos químicos orgânicos, tais como policloreto de vinila, bem como de vários intermediários para a produção de plásticos e outros produtos finais que não contêm o elemento. Como um desinfetante comum, cloro elementar e compostos geradores de cloro são usados mais diretamente em piscinas para mantê-los limpos.
Na forma de íons de cloro, o cloro é necessário para todas as espécies conhecidas de vida. Outros tipos de compostos de cloro são raros nos organismos vivos e materiais orgânicos clorados produzidos artificialmente variam desde inerte a substâncias tóxicas. Na atmosfera superior, moléculas orgânicas, tais como clorofluorocarbonetos (CFC) contendo cloro têm sido implicados na destruição do ozônio. Cloro elementar em altas concentrações é extremamente perigoso e venenoso para todos os organismos vivos, e foi usado na Primeira Guerra Mundial como o primeiro agente de guerra química gasoso.

## História
O composto mais comum do cloro, o cloreto de sódio, é conhecido desde a antiguidade tendo os arqueologistas encontrado evidências que o sal era usado já por volta de 6000 a.C.. Por volta de 1630, o cloro foi reconhecido como um gás pelo químico belga Jan Baptist van Helmont.
O cloro elementar foi primeiramente preparado e estudado pelo químico sueco Carl Wilhelm Scheele, e, portanto, ele é creditado pela descoberta. Ele o denominou "ar de ácido muriático deflogisticado" uma vez que era um gás (comumente chamado "ares") e vinha do ácido clorídrico (até então conhecido como "ácido muriático"). Entretanto, ele falhou em estabelecer o cloro como um elemento, incorretamente acreditando que ele era um óxido obtido do ácido clorídrico (ver teoria do flogisto). Ele nomeou o novo elemento dentro do óxido como muriaticum. Independente de suas conclusões, Scheele isolou o cloro pela reação com o MnO2 (contido no mineral pirolusita) com o HCl:
4 HCl + MnO2 → MnCl2 + 2 H2O + Cl2
Scheele observou várias das propriedades do cloro: o efeito do clareamento no teste de Litmus, o efeito mortífero em insetos, a cor verde amarelada e o odor similar a água régia.
Na época, a teoria geral da química era de que um ácido era um composto que continha oxigênio, portanto vários cientistas incluindo Claude Berthollet sugeriram que o "ar de ácido muriático deflogisticado" devia ser uma combinação do oxigênio com um elemento ainda não descoberto, o muriaticum.
Em 1809, Joseph Louis Gay-Lussac e Louis Jacques Thénard tentaram decompor o ar de ácido muriático deflogisticado pela reação com carvão para a liberação do elemento muriaticum e dióxido de carbono. Eles não obtiveram sucesso e publicaram um relatório em que consideraram a hipótese do ar de ácido muriático deflogisticado era um novo elemento porém não foram convincentes.
O cloro (do grego χλωρος, que significa "amarelo esverdeado") foi descoberto em 1774 pelo sueco Carl Wilhelm Scheele, acreditando que se tratava de um composto contendo oxigênio. Obteve-o a partir da seguinte reacção:
MnO2 + 4 HCl → MnCl2 + Cl2 + 2 H2O
Os processos anteriores às técnicas de eletrólise se baseavam nesta reação ou na reação direta de HCl com o ar ou oxigênio puro, produzindo água e cloro. Com estas técnicas começava a produção de cloro para alvejamento de roupas e papel, por volta do século XIX.
Em 1810 o químico britânico Sir Humphry Davy demonstrou que se tratava de um elemento químico, e lhe deu o nome de cloro devido à sua coloração amarelo-esverdeada. Alguns cloretos metálicos são empregados como catalisadores como, por exemplo, FeCl2, FeCl3 e AlCl3. Ácido hipocloroso (HClO), empregado na depuração de águas e alguns sais como agente alvejante. Ácido cloroso (HClO2). O sal de sódio correspondente (NaClO2), é usado para produzir dióxido de cloro (ClO2), usado como desinfetante. Ácido clórico (HClO3), O clorato de sódio (NaClO3), também pode ser usado para produzir dióxido de cloro, empregado para o branqueamento do papel, assim como para a obtenção de perclorato. Ácido perclórico (HClO4), é um ácido oxidante empregado na indústria de explosivos. O perclorato de sódio (NaClO4), é usado como oxidante e na indústria têxtil e papeleira. Compostos de cloro como os clorofluorocarbonetos (CFCs) contribuem para a destruição da camada de ozônio. Alguns compostos orgânicos de cloro são empregados como pesticida, como, por exemplo, o hexaclorobenzeno (BHC), o para-diclorodifeniltricloroetano (DDT), o toxafeno e outros. Muitos compostos organoclorados criam problemas ambientais devido a sua toxicidade como os pesticidas citados anteriormente, os difenilos policlorados (PCBs) e as dioxinas.
O cloro foi utilizado na Primeira Guerra Mundial, no dia 22 de abril de 1915, a primeira vez na história em que foi empregada uma arma química, quando a Alemanha utilizou gás cloro contra o Exército Francês na Segunda Batalha de Ypres.

## Ocorrência e obtenção

Documento da Secretaria dos Negócios da Agricultura, Comércio e Obras Públicas do Brasil sobre invenção para aperfeiçoar o preparo de cloro (1892).

O cloro é encontrado na natureza combinado com outros elementos, principalmente na forma de cloreto de sódio, NaCl , e também em outros minerais como a silvina, KCl, ou na carnallita, KMgCl3·6H2O. É o halogênio mais abundante na água do mar com uma concentração de aproximadamente 18 000 ppm. Na crosta terrestre está presente em menor quantidade, uns 130 ppm. É praticamente impossível encontrá-lo sem estar combinado com outros elementos, devido a sua alta reatividade.
O cloro é obtido principalmente (mais de 95% da produção) a partir da eletrólise do cloreto de sódio, NaCl, em solução aquosa, denominado processo de cloro-álcali. São usados três métodos:
- Eletrólise com célula de amálgama de mercúrio;
- Eletrólise com célula de diafragma;
- Eletrólise com célula de membrana.

### Eletrólise com célula de amálgama de mercúrio
Foi o primeiro método utilizado para produzir cloro em escala industrial.
Neste processo ocorrem perdas de mercúrio gerando problemas ambientais. Nas duas últimas décadas do Século XX o processo foi melhorado, embora ainda ocorra a perda de 1,3 gramas de mercúrio por tonelada de cloro produzida. Devido aos problemas ambientais este processo está sendo substituído pela eletrólise de célula de membrana que, atualmente, é responsável pelo suprimento de menos de 20% da produção mundial de cloro.
É empregado um cátodo de mercúrio e um ânodo de titânio recoberto de platina ou óxido de platina. O cátodo está depositado no fundo de uma célula de eletrólise e o ânodo sobre este, a pouca distância. A célula é preenchida com cloreto de sódio e, com uma diferença de potencial adequada, se processa a eletrólise:
2Cl– → Cl2(g) + 2e–
Hg + 2Na+ + 2e– → NaHg
A seguir se procede a decomposição da amálgama formada para recuperar o mercúrio. A base sobre a qual está a amálgama é ligeiramente inclinada para escorrer a amálgama passando para uma torre onde , em presença da água, ocorrem as seguintes reações de oxidação e redução:
H2O + 1e– → 1/2H2 + OH–
NaHg – 1e– → Na+ + Hg
Desta forma o mercúrio é reutilizado. Como subproduto forma-se soda cáustica (NaOH) pela combinação da hidroxila (OH–) e Na+ formado nos dois eletrodos:
Na+ + OH– → NaOH+
Deste modo se consegue a soda cáustica (NaOH) muito concentrada e um cloro muito puro, porém consome-se mais energia do que em outros processos e existe o problema da contaminação com o mercúrio.

### Eletrólise com célula de diafragma
Este método é utilizado principalmente no Canadá e Estados Unidos.
Utiliza-se um cátodo perfurado de aço ou ferro e um ânodo de titânio recoberto de platina ou óxido de platina. Ao cátodo se adere um diafragma poroso de fibras de asbesto misturado com outras fibras como por exemplo, o politetrafluoroetileno. Este diafragma separa o ânodo do cátodo evitando a recombinação dos gases formados.
O sistema é alimentado continuamente com salmoura que circula desde o ânodo até o cátodo. As reações que ocorrem são:
2Cl- → Cl2 + 2e- (no ânodo)
2H+ + 2e- → H2(g) (no cátodo)
Na dissolução permanece uma mistura de NaOH e NaCl. O NaCl é reutilizado e o NaOH é de interesse comercial.
Este método apresenta a vantagem de consumir menos energia que o utilizado na amálgama de mercúrio, porém, o inconveniente é que o NaOH produzido é menos puro. Existe também o risco associado ao uso do asbesto.

### Eletrólise com célula de membrana
Este método é o que se pretende implantar para a produção de cloro. Estima-se uma produção mundial de aproximadamente 30% deste elemento. Este método é similar ao método que se emprega na célula de diafragma. O diafragma é substituído por uma membrana sintética seletiva que deixa passar íons Na+, porém não permite a passagem de íons OH- e Cl-.
O NaOH obtido é mais puro e mais concentrado que o obtido pelo método da célula de diafragma e, como este, consome menos energia que o método da amálgama de mercúrio, mesmo que a concentração de NaOH obtida seja menor, sendo necessário concentrá-lo. Por outro lado, o cloro obtido pelo método da amálgama de mercúrio é mais puro.

## Propriedades
Na natureza não é encontrado em estado puro, já que reage com rapidez com muitos elementos e compostos químicos, sendo encontrado formando parte de cloretos e cloratos, sobretudo na forma de cloreto de sódio nas minas de sal gema e dissolvido na água do mar.
O cloro é empregado para potabilizar a água de consumo dissolvendo-o nela. Também é usado como oxidante, branqueador e desinfetante. É gasoso e muito tóxico (neurotóxico), foi usado como gás de guerra na Primeira e na Segunda Guerra Mundial.
Este halogênio forma numerosos sais, obtidos a partir de cloretos por processos de oxidação, geralmente mediante a eletrólise. Combina-se facilmente com a maior parte dos elementos. É ligeiramente solúvel em água (uns 6,5 g de cloro por litro de água a 25 °C) formando, em parte, o ácido hipocloroso, HClO.
Na maioria dos numerosos compostos que forma apresenta estado de oxidação -1. Também pode apresentar os estados de oxidação +1, +3, +5 e +7. O cloro é geralmente liquefeito por pressão e/ou aquecimento, para ser transportado. Uma vez em contato com o ar o cloro líquido rapidamente se transforma em gás, que se espalha rapidamente próximo ao solo, já que é mais pesado que o ar.

### Compostos

#### Sais Inorgânicos
Cloretos
Cloretos são sais derivados do ácido clorídrico (HCl). Em sua maioria, são bem cristalizados e facilmente solúveis em água. Algumas exceções são:
- Cloreto de chumbo (II) (PbCl2) e cloreto paladioso (PdCl2) – pouco solúveis em água.
- Cloreto mercuroso (HgCl), cuproso (CuCl), cloreto de prata (AgCl) e cloreto auroso (AuCl) são virtualmente insolúveis.

Em regra geral, os sais não se decompõem pelo calor (os cloretos de ouro e platina são as únicas exceções) e são relativamente estáveis em presença de água, embora alguns, tais como os cloretos de antimônio e bismuto e dos elementos conhecidos como semimetais, possam fornecer oxicloretos com a água. Por exemplo:
BiCl2 + H2O {\displaystyle \rightleftharpoons } BiOCl + 2 HCl
O cloreto de prata decompõe-se (como todos os sais de prata) por meio de fotólise (onde o agente é a luz), por meio da seguinte reação:
2 AgCl {\displaystyle \longrightarrow } 2 Ag° + Cl2
Deixando um resíduo de prata finamente dividido e, por causa disso, com uma coloração escura.
Alguns cloretos metálicos são empregados como catalisadores como, por exemplo, o cloreto ferroso (FeCl2), cloreto férrico (FeCl3) e cloreto de alumínio (AlCl3).
Pode-se reconhecer os cloretos em solução pela formação de um precipitado branco de cloreto de prata, ao se adicionar gotas de solução de nitrato de prata (AgNO3) acidificada com ácido nítrico (HNO3). A adição de hidróxido de amônio (NH4OH) faz o precipitado se dissolver, pela formação do complexo diamin-prata – [Ag(NH3)2]+. Quando expostos à luz, o composto sofre fotólise (como mencionado antes) e a solução passa a ter uma coloração violeta.
Hipocloritos
Hipocloritos são sais provenientes do ácido hipocloroso (HClO) e são mais importantes que o próprio ácido correspondente, devido à dificuldade de se obter o ácido ao contrário de seus sais.
Os hipocloritos, devido à sua ação oxidante e desinfectante (e baixo preço), tem largo uso tanto domiciliar quanto industrial. O cloro que se compra em mercados é uma solução de hipoclorito de sódio. Quando o percentual de cloro livre nesta mistura é de cerca de 2%, então temos a chamada água sanitária, também chamada de água de lavadeira em outras cidades.
Obtém-se hipoclorito de sódio através de eletrólise de cloreto de sódio (NaCl). Ao se produzir hidróxido de sódio e gás cloro, faz-se os dois reagirem entre si, conforme as reações abaixo:
| Durante a eletrólise                            |
| 2 NaCl {\displaystyle \rightarrow } 2 Na+ + Cl2 |
| 2 H2O {\displaystyle \rightarrow } H2 + 2 OH–   |
| 2 NaOH + H2 + Cl2                               |

Reação do hidróxido de sódio com o gás cloro: 2 NaOH + Cl2 {\displaystyle \rightarrow } NaCl + NaOCl + H2O
Devido à sua alta sensibilidade, o hipoclorito de sódio não pode ser obtido anidro, pois ao se aquecer, o cloro se desprende sob a forma de gás, restando unicamente hidróxido de sódio.
O "cloro em pó" usado em piscinas é hipoclorito de cálcio (normalmente com certa quantidade de sulfato de cobre). Este não é adequado ao uso doméstico, logo não convém usá-lo no lugar do hipoclorito de sódio.
O poder oxidante dos hipoclororitos fazem com que eles ataquem os corantes, destruindo-os, tornando-se assim um agente alvejante bem eficiente.
Cloritos
São sais correspondentes do ácido cloroso (HClO2), e podem ser obtidos reagindo-se uma base com dióxido de cloro (ClO2), formando uma mistura de cloritos e cloratos, conforme a reação:
2 KOH + 2 ClO2 {\displaystyle \rightleftharpoons } KClO2 + KClO3 + H2O
Mas, também podem ser obtidos reagindo-se peróxido de sódio (Na2O2) com dióxido de cloro, conforme a reação abaixo:
Na2O2 + 2 ClO2 {\displaystyle \rightleftharpoons } 2 NaClO2 + O2
Os cloritos são facilmente decompostos. Os cloritos solúveis, assim como os hipocloritos, são agentes oxidantes, descoram matérias corantes, mas ainda não se obteve ácido cloroso puro, mas alguns cientistas europeus já conseguiram atingir um nível próximo
Cloratos
Os cloratos são sais correspondentes ao ácido clórico (HClO3). Pode-se obter cloratos fazendo passar gás cloro sobre uma solução alcalina a quente (cerca de 70 °C), conforme reação abaixo:
6 KOH + 3 Cl2 {\displaystyle \rightleftharpoons } 2 KClO3 + 5KCl + 3 H2O
Os cloratos são enérgicos oxidantes. Se misturarmos clorato com matéria orgânica, carvão vegetal, enxofre etc., e golpearmos a mistura com um martelo (ou se aquecermos), poderá haver explosão. Portanto, as misturas de clorato com estes materiais não devem ser triturados, mas cada componente deverá ser triturado em separado e depois ser feita a mistura até homogeneização.
Os cloratos decompõem-se por aquecimento, desprendendo oxigênio, reação esta usada no processo comum de laboratório, para se preparar oxigênio. Em ausência de catalisador, a reação se processa em duas fases, conforme as reações abaixo:
| 4 KClO3 {\displaystyle \rightarrow } 3 KClO4 + KCl |
| 3 KClO4 {\displaystyle \rightarrow } 3 KCl + 6 O2  |
| 4 KClO3 {\displaystyle \rightarrow } 4 KCl + 6 O2  |

Todos os cloratos são solúveis em água. O clorato de potássio é um dos cloratos menos solúveis. Podemos facilmente reconhecer os cloratos pelo fato deles não precipitarem com solução de nitrato de prata, embora o extrato aquoso de sua calcinação dê um precipitado. Isso explica-se pelo fato do clorato se decompor em cloreto e este precipita com a prata sob a forma de cloreto de prata, insolúvel em meio ácido.
Percloratos
Os percloratos são sais derivados do ácido perclórico. Este é um dos mais poderosos ácidos inorgânicos. Seu potencial de ionização é muito alto. É um poderoso oxidante e extremamente instável. Deixando cair uma gota do ácido sobre papel ou madeira, pode haver inflamação instantânea. Sobre carvão vegetal, acontecerá uma explosão. Em contato com a pele, causará queimaduras dolorosas e um ferimento grave.
Os percloratos não descoram substâncias coloridas, como os demais oxiácidos do cloro. O sal de potássio é um dos percloratos menos solúvel em água e totalmente insolúvel em álcool. Obtém-se perclorato de potássio (KClO4) ao se neutralizar cautelosamente uma solução alcoólica de hidróxido de potássio (KOH) com o ácido perclórico puro. Ao ir ser formando, o perclorato de potássio se depositará no fundo, bastando filtrar a mistura após a neutralização.
Ao contrário do que acontece com os cloratos, os percloratos não são decompostos pelo ácido clorídrico e, quando aquecidos com o ácido sulfúrico concentrado, não produzem nenhum gás explosivo.
Não são reduzidos a cloretos pelo dióxido de enxofre (SO2) e, para sua decomposição, necessitam temperaturas mais elevadas que os cloratos

#### Compostos Orgânicos
- Compostos de cloro como os clorofluorocarbonetos (CFC's) contribuem para a destruição da camada de ozônio;
- Alguns compostos orgânicos de cloro são empregados como pesticida, como, por exemplo, o hexaclorobenzeno (HCB), o para-diclorodifeniltricloroetano (DDT), o toxafeno e outros;
- Muitos compostos organoclorados criam problemas ambientais devido a sua toxicidade como os pesticidas citados anteriormente, os difenilos policlorados (PCBs) e as dioxinas.

### Isótopos
Na natureza são encontrados dois isótopos estáveis do cloro. Um de massa 35 uma e outro de 37 uma, com uma proporção relativa de 3:1, respectivamente, o que determina uma massa atómica de 35,5 uma, aproximadamente.
O cloro tem nove isótopos com massa desde 32 até 40 uma. Somente três são encontrados na natureza: o 35Cl, estável, com uma abundância de 75,77%, o 37Cl, também estável com uma abundância de 24,23%, e o isótopo radioativo 36Cl. A relação do 36Cl com o Cl estável no ambiente é de aproximadamente 700 x 10-15 para 1.
O 36Cl é produzido na atmosfera a partir do 36Ar por interações com prótons dos raios cósmicos. No subsolo é gerado o 36Cl principalmente a partir de processos de captura de neutrons do 35Cl, ou por captura de muones do 40Ca. O 36Cl decai a 36S e a 36Ar, com uma vida média combinada de de 308 mil anos.
A vida média deste isótopo hidrofílico e não reativo é útil para a datação geológica no intervalo de 60 mil a 1 milhão de anos. Além disso, foram produzidos grandes quantidades de 36Cl pela irradiação da água do mar durante as detonações atmosféricas de armas nucleares entre 1952 e 1958. O tempo de permanência do 36Cl na atmosfera é de aproximadamente 1 semana. Por isso, é um marcador para as águas superficiais e subterrâneas dos anos 50 e, também útil para a datação de águas que contenham menos de 50 anos. O 36Cl e, também, empregado em outras áreas das ciências geológicas como na datação de gelo e sedimentos.
| Isótopo | Abundância | Massa   | Spín | Vida média | Decaimento |
| 32Cl    | -          | 31,9857 | 1    | 298 ms     | ε          |
| 33Cl    | -          | 32,9775 | 3/2  | 2,51 s     | ε          |
| 34Cl    | -          | 33,9738 | 0    | 1,53 s     | ε          |
| 35Cl    | 75,77      | 34,9689 | 3/2  | -          | -          |
| 36Cl    | -          | 35,9683 | 2    | 301 000 a  | β-         |
| 37Cl    | 24,23      | 36,9659 | 3/2  | -          | -          |
| 38Cl    | -          | 37,9680 | 2    | 37,2 m     | β-         |
| 39Cl    | -          | 38,9680 | 3/2  | 55,6 m     | β-         |
| 40Cl    | -          | 39,9704 | 2    | 1,38 m     | β-         |
| 41Cl    | -          | 40,9707 | n.m. | 34 s       | β-         |
| 42Cl    | -          | 41,9732 | n.m. | 6,8 s      | β-         |
| 43Cl    | -          | 42,9742 | n.m. | 3,3 s      | β-         |

## Aplicações
O cloro é aplicado principalmente no tratamento de água, no branqueamento durante a produção de papel e na preparação de diversos compostos clorados, como por exemplo o hipoclorito de sódio e hipoclorito de cálcio.
- Um processo de tratamento de águas amplamente utilizado é a cloração. O agente é o ácido hipocloroso, HClO, que se produz dissolvendo cloro na água e regulando o pH.
- Outra aplicação que vem ampliando sobremaneira os níveis de qualidade de vida das populações que usufruem deste processo, é a aplicação de cloro em estações de tratamento de esgoto.
- Na produção de papel se emprega cloro no branqueamento da polpa, apesar de estar sendo substituído pelo dióxido de cloro, ClO2.
- Uma grande parte de cloro é empregada na produção de cloreto de vinila, composto orgânico usado como matéria-prima para a obtenção de policloreto de vinila, conhecido como PVC.
- Também é utilizado na síntese de numerosos compostos orgânicos e inorgânicos como, por exemplo, o tetracloreto de carbono (CCl4), o clorofórmio (CHCl3) e diferentes halogenetos metálicos. Também é empregado como agente oxidante.
- Preparação de cloreto de hidrogênio puro, que pode ser obtido por síntese direta: H2 + Cl2 → 2HCl.

## Segurança e precauções
O cloro provoca irritação no sistema respiratório, especialmente em crianças. No estado gasoso irrita as mucosas e no estado líquido queima a pele. Pode ser detectado no ar pelo seu odor a partir de 3,5 ppm, sendo mortal a partir de 1 000 ppm. Foi usado como arma química a partir da Primeira Guerra Mundial. Uma exposição aguda a altas concentrações de cloro (porém não letais) pode provocar edema pulmonar, ou líquido nos pulmões. Uma exposição crônica abaixo do nível letal debilita os pulmões aumentando a susceptibilidade a outras enfermidades pulmonares. Em muitos países é fixado o limite de exposição no trabalho em 0,5 ppm (média de 6 horas diárias, 40 horas semanais).